# 齊凡肯山
47°52′33″N 13°12′36″E / 47.875739°N 13.210087°E

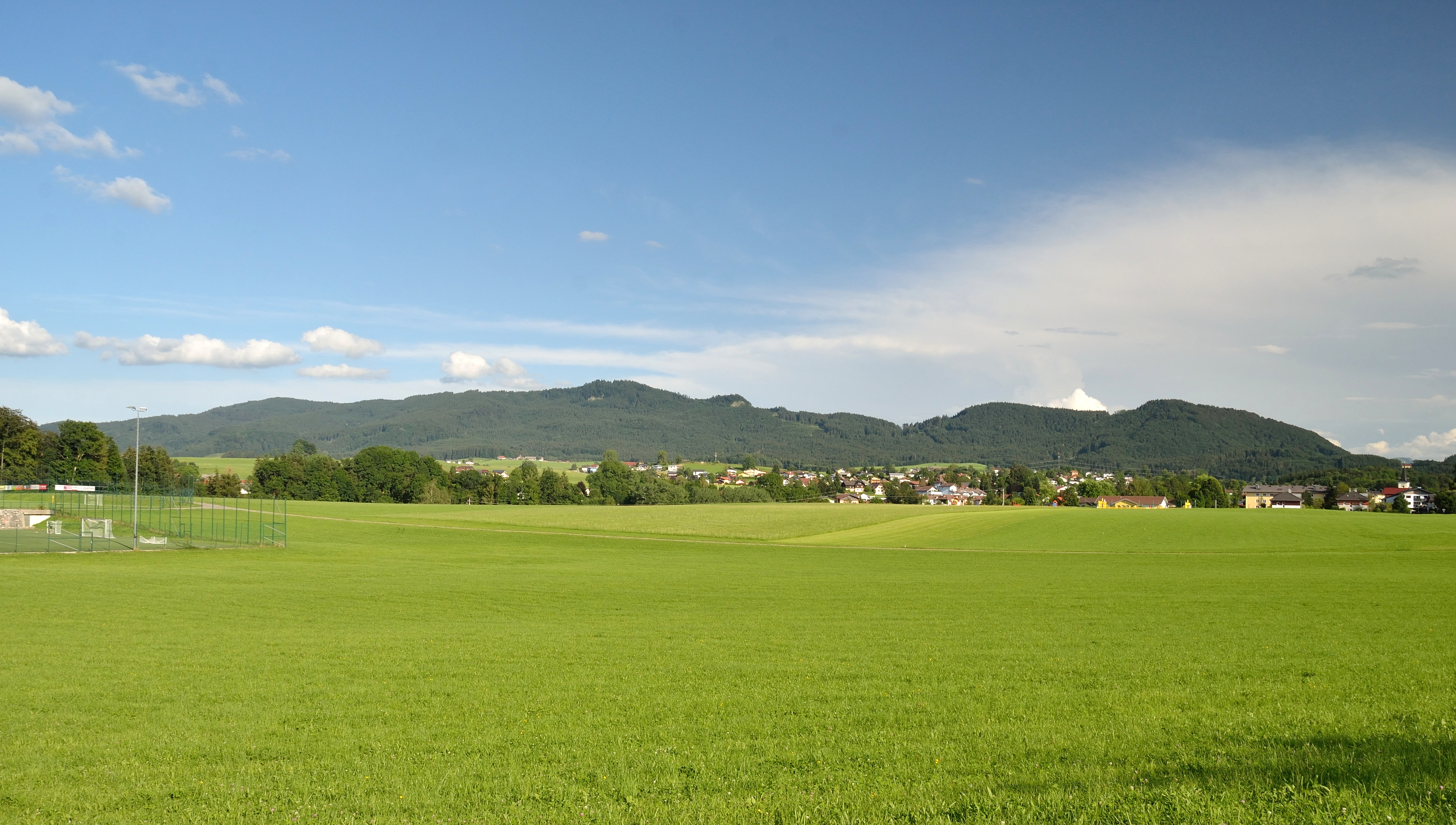

齊凡肯山（德語：Zifanken），是奧地利的山峰，位於該國中部，由薩爾茨堡州負責管轄，屬於薩爾茲卡默古特山脈的一部分，處於瓦勒湖東南面約5公里，海拔高度897米。